# ちんびん
ちんびん（煎餅）は、琉球（沖縄県）の菓子。水で溶いた小麦粉に黒糖を加えたものを鉄板などで薄く焼き、細長い棒状に巻いたもの。家庭で手軽につくるためにあらかじめ配合したちんびんミックスも市販されている。食感や見た目はクレープに近い。沖縄製粉のちんびんミックスのパッケージには「沖縄風黒糖入りクレープ」と表示されている。
名前の由来は中国語の煎餅 (中国)によると思われ、北京語の「チエンビン、jiānbǐng」もしくは他の方言音に基づくものと考えられる。中国の「煎餅」は必ずしも小麦粉で作られないが、華北、西北部では小麦粉を使った料理が発達しており、そこから琉球に伝わったとも推測される。沖縄では旧暦5月4日は「ユッカヌヒー」（四日の日）と呼ばれる、日本本土の端午の節句にあたる節句である。当日は那覇や糸満でハーリーが開催され、家庭では子供たちの健やかな成長を祈って神々や仏壇にちんびんを供える。ハレの日の特別な食だったちんびんは、現在では日常的に親しまれている。